# HD 6953
HD 6953，又名BD+24 186，SAO 74530、HR 341，是一颗恒星，视星等为5.8，位于銀經128.29，銀緯-37.22，其B1900.0坐标为赤經1h 4m 53.8s，赤緯+24° -37.22′ 41″。